# Czeriepowo (obwód smoleński)
Czeriepowo (ros. Черепово) – wieś (sieło) w Rosji, w obwodzie smoleńskim, w rejonie chisławiczskim. W 2010 liczyła 239 mieszkańców.